# Смокінг

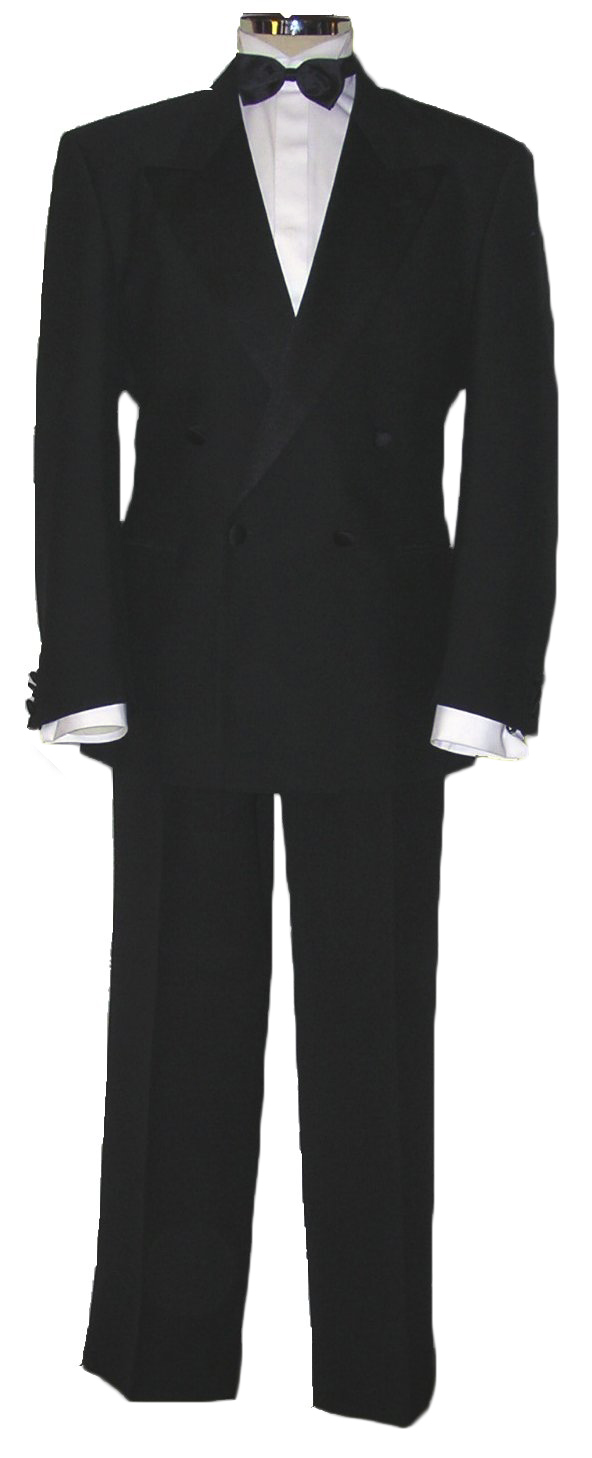

Смо́кінг (від англ. smoking suit — «костюм для паління») — вечірній клубний піджак чорного кольору з відкритими грудьми та довгими лацканами, що обшиті шовком. Обов'язковими елементами є стоячий комірець із загнутими кутами, напівжилет, краватка-метелик чорного кольору, нелаковані туфлі з тонкої шкіри, широкий пояс камербанд або жилетка.
Смокінги бувають як двобортні, так і однобортні.
Кількість ґудзиків парна — два, чотири, або шість.
Назва смокінг походить від англ. smoking — «паління», «палильний», а виник цей тип піджака завдяки галантним манерам англійських джентльменів, які, перебуваючи в жіночому товаристві, для того щоб палити сигари, виходили до окремої кімнати, перед тим вдягаючи спеціальний піджак для паління. Таким чином джентльмени виказували свою галантність, не турбуючи пані запахом тютюну. Збивати попіл з сигари вважалося поганим тоном, саме тому смокінг має лацкани, обшиті шовком. Попіл з сигари, падаючи на лацкан, не затримується на ньому й падає додолу.
Хоча слово «смокінг» є англіцизмом за походженням, у самій англійській ця назва зараз не вживається: у британському варіанті його називають dinner jacket («піджак для вечері»), в американському — tuxedo (у розмовному варіанті «tux»), dinner suit («костюм для вечері»), DJ («диджей»).
Класичним є поєднання чорного кольору смокінга та білої сорочки, але в наш час зустрічаються смокінги й інших кольорів.
Гарним тоном вважається вдягати до смокінга штани одного кольору з обов'язковими лампасами з шовку ідентичного до шовку на лацканах.
До смокінга вдягають також сорочку з комірцем метелик, краватку-метелик та запонки до сорочки.
Традиційно смокінг вважався чоловічим одягом, але з початком емансипації та модою на паління сигар, став і модним елементом гардеробу для екстравагантних пані.